# Gnome Delta
Lo Gnome Delta, meglio conosciuto come Monosoupape, era un motore aeronautico radiale a nove cilindri rotativi raffreddati ad aria, sviluppato dall'azienda francese Société Des Moteurs Gnome e prodotto dalla stessa e, dopo la sua fusione, dalla Gnome et Rhône negli anni dieci del XX secolo.
Basato sui primi modelli dell'azienda tedesco imperiale Motorenfabrik Oberursel costruiti su licenza in Francia, il Delta era caratterizzato da una disposizione radiale a singola stella dei cilindri e dalla presenza di un'unica valvola per ogni cilindro.